# Tennis South Invitational 1976
Il Tennis South Invitational 1976 è stato un torneo di tennis giocato sul sintetico indoor. È stata la 4ª edizione del torneo, che fa parte del World Championship Tennis 1976. Si è giocato a Jackson negli Stati Uniti dal 17 al 23 marzo 1976.

## Campioni

### Singolare maschile
Ken Rosewall ha battuto in finale  Raúl Ramírez con il punteggio di 6–3, 6–3

### Doppio maschile
Brian Gottfried /  Raúl Ramírez hanno battuto in finale  Ross Case /  Geoff Masters con il punteggio di 7–5, 4–6, 6–0